# Luomusjoen kuolpuna
Luomusjoen kuolpuna este o arie protejată (arie specială de conservare — SAC, sit de importanță comunitară — SCI) din Finlanda întinsă pe o suprafață de 2 ha, integral pe uscat.

## Localizare
Centrul sitului Luomusjoen kuolpuna este situat la coordonatele 69°23′42″N 26°08′10″E / 69.395°N 26.1361°E.

## Înființare
Situl Luomusjoen kuolpuna a fost declarat sit de importanță comunitară în mai 2002 pentru a proteja 1 specie de animale. Situl a fost protejat și ca arie specială de conservare în aprilie 2015.

## Biodiversitate
Situată în ecoregiunea alpină, aria protejată conține 1 habitat natural: Pajiști alpine și boreale.
La baza desemnării sitului se află o specie protejată de  nevertebrate: Erebia medusa polaris.